# Championnat d'Europe de courses de camions 2013
Pour les articles homonymes, voir CECC.
Navigation
2012 2014
Le championnat européen de course de camions 2013 est la 29e édition du championnat d'Europe de courses de camions. Il comporte dix Grands Prix, commence le 18 mai 2013 à Misano en Italie et s'achève le 13 octobre 2013 au Mans en France. Les Grand Prix de Donington et d'Istanbul Park ne sont pas reconduits.
Markus Oestreich quitte l'équipe MKR Technologie et intègre l'équipe Lutz Bernau Cepsa en remplacement de Dominique Lachèze. Il devient le nouveau coéquipier Antonio Albacete. L'équipe MKR Technologie n'alignera plus que deux camions pour la saison 2013 au lieu de 3. Un nouveau pilote intègre le championnat, le hongrois Benedek Major âgé de seulement 16 ans et demi. Il rejoint Norbert Kiss dans l'équipe Oxxo Energie truck race team. Il devient le plus jeune pilote à avoir remporté une course, la 2e du Grand Prix de Nogaro. Lors du dernier week-end du championnat sur le circuit Bugatti au Mans, Jochen Hahn est sacré champion d'Europe pour la troisième année consécutive, après une lutte acharnée avec son principal adversaire Antonio Albacete. L'équipe Lutz Bernau Cepsa  remporte le titre par équipes.

## Grand Prix de la saison 2013
La Fédération internationale de l'automobile a publié le 5 décembre 2012 le calendrier officiel de la saison 2013 qui comporte 10 Grands Prix
| N° | Date          | Grand Prix                  | Circuit          | Vainqueur Course 1 | Vainqueur Course 2 | Vainqueur Course 3 | Vainqueur Course 4 | Pole Position Course 1 | Pole Position Course 3 |
| -- | ------------- | --------------------------- | ---------------- | ------------------ | ------------------ | ------------------ | ------------------ | ---------------------- | ---------------------- |
| 1  | 18.05 – 19.05 | Grand Prix de Misano        | Misano Adriatico | Jochen Hahn        | Mika Makinen       | Antonio Albacete   | Mika Makinen       | Jochen Hahn            | Norbert Kiss           |
| 2  | 01.06 – 02.06 | Grand Prix de Navarra       | los Arcos        | Markus Oestreich   | Adam Lacko (en)    | Antonio Albacete   | Markus Bösiger     | Norbert Kiss           | Antonio Albacete       |
| 3  | 15.06 – 16.06 | Grand Prix de Nogaro        | Nogaro           | Antonio Albacete   | Benedek Major      | Antonio Albacete   | Markus Bösiger     | Antonio Albacete       | Antonio Albacete       |
| 4  | 06.07 – 07.07 | Grand Prix du Red Bull Ring | Spielberg        | Antonio Albacete   | Adam Lacko (en)    | Markus Oestreich   | David Vršecký      | Antonio Albacete       | Markus Oestreich       |
| 5  | 13.07 – 14.07 | Grand Prix du Nürburgring   | Nürburg          | Jochen Hahn        | Adam Lacko (en)    | Antonio Albacete   | Norbert Kiss       | Antonio Albacete       | Antonio Albacete       |
| 6  | 27.07 – 28.07 | Grand Prix de Smolensk      | Smolensk         | Norbert Kiss       | Markus Bösiger     | Antonio Albacete   | Mika Makinen       | Antonio Albacete       | Antonio Albacete       |
| 7  | 31.08 – 01.09 | Grand Prix de Most          | Most             | Jochen Hahn        | Benedek Major      | Jochen Hahn        | David Vršecký      | Jochen Hahn            | Jochen Hahn            |
| 8  | 21.09 – 22.09 | Grand Prix de Zolder        | Zolder           | Antonio Albacete   | Jochen Hahn        | David Vršecký      | Markus Bösiger     | Norbert Kiss           | David Vršecký          |
| 9  | 03.10 – 04.10 | Grand Prix de Jarama        | Jarama           | Antonio Albacete   | Markus Oestreich   | Jochen Hahn        | Benedek Major      | Markus Oestreich       | Norbert Kiss           |
| 10 | 12.10 – 13.10 | Grand Prix du Mans          | Le Mans          | Jochen Hahn        | Markus Bösiger     | Jochen Hahn        | Benedek Major      | Norbert Kiss           | Norbert Kiss           |